# Johann Sterr
Johann „Hans“ Sterr (* 8. Juni 1933 in München; † vor dem 13. Juni 2011 in Brandenburg) war ein deutscher Ringer.

## Werdegang
Johann Sterr begann als Junge in Neuaubing mit dem Ringen. 1951 wurde er in Lampertheim Zweiter der deutschen Jugendmeisterschaft im freien Stil in der Klasse bis 70 kg Körpergewicht. Bei den Aktiven sorgte er als 20-jähriger Newcomer bei den deutschen Meisterschaften 1953 für Furore, als er gleich bei seiner ersten Teilnahme an einer DM deutscher Meister im Mittelgewicht, Freistil, wurde. Dieser Meisterschaft folgten in seiner langen, bis 1964 währenden Laufbahn, noch einige. Auch bei internationalen Meisterschaften gab er immer eine gute Figur ab, wenn ihm auch der Sprung in die Medaillenränge nie gelang. Viel Aufsehen unter den Ringsportfreunden sorgte Sterr durch seine Siege bei den Kämpfen um die deutsche Mannschaftsmeisterschaft (DMM) mit seinem ESV Sportfreunde Neuaubing. Als Mittelgewichtler rang er stets im Schwergewicht und gewann dort fast alle seine Kämpfe. Auch den deutschen Schwergewichtsmeister Willi Liebern, Dortmund, vermochte er zu besiegen. 1958, 1961, 1962 und 1965 gelang ihm mit seiner Mannschaft der Sieg in der DMM.
1956 vertrat Sterr die gesamtdeutsche Mannschaft bei den Olympischen Spielen in Melbourne, wo er mit einem 4. und einem 5. Platz hervorragend abschnitt. 1960 gelang ihm die Olympiaqualifikation nicht mehr. Er wurde hier hinter Georg Utz aus Kornwestheim und vor Lothar Lippa aus Halle-Leuna Zweiter.
Nach Beendigung seiner aktiven Laufbahn war Johann Sterr einige Jahre als Trainer in Südafrika tätig. Nach seiner Rückkehr nach München führte er eine Gastwirtschaft in seiner Heimatstadt und überwand auch eine schwere Erkrankung.

## Internationale Erfolge
(OS = Olympische Spiele, WM = Weltmeisterschaft, GR = griechisch-römischer Stil, F = Freistil,  Mittelgewicht, damals bis 79 kg Körpergewicht, Halbschwergewicht, damals bis 87 kg Körpergewicht)
| Jahr | Platz | Veranstaltung   | Stil | Gewichtsklasse | |
| 1953 | 5.    | WM in Neapel    | GR   | Mittel         | mit Siegen über Bonfil, Israel, Kleisinger, Österreich und Niederlagen gegen İsmet Atlı, Türkei und Kalervo Rauhala, Finnland                         |
| 1956 | 4.    | OS in Melbourne | GR   | Mittel         | mit Sieg über İsmet Atlı und Niederlagen gegen Rune Jansson, Schweden und James Peckham, USA                                                          |
| 1956 | 5.    | OS in Melbourne | F    | Mittel         | mit Siegen über Bengt Lindblad, Schweden, Arcales, Philippinen und Niederlagen gegen Giorgi Schirtladse, Sowjetunion und Nikola Stantschew, Bulgarien |
| 1957 | 7.    | WM in Istanbul  | F    | Mittel         | mit Unentschieden gegen Takashi Nagai, Japan und Niederlagen gegen Nikola Stantschew und Hasan Güngör, Türkei                                         |

## Erfolge bei deutschen Meisterschaften
| Jahr | Platz | Ort                   | Stil | Gewichtsklasse |                                                                          |
| 1953 | 1.    | Feuerbach             | F    | Mittel         | vor Horst Heß, Dortmund und Kurt Hoffmann (Ringer), Greiz                |
| 1954 | 2.    | Hornberg              | GR   | Mittel         | hinter Heß und vor Mansour Hasrati, Eckenheim                            |
| 1954 | 1.    | Neuaubing             | F    | Mittel         | vor Otto Schnarrenberger, Süßen und Ernst Lenz, München                  |
| 1955 | 1.    | Neuaubing             | GR   | Mittel         | vor Walter Kuhn, Schifferstadt und Schnarrenberger                       |
| 1956 | 2.    | Stuttgart             | GR   | Halbschwer     | hinter Günther Krehl, Sportvg Feuerbach, vor Walter Herbstritt, Freiburg |
| 1957 | 1.    | München               | F    | Mittel         | vor Moallebi, Köln und Theo Härth, Pirmasens                             |
| 1958 | 3.    | Ludwigshafen am Rhein | F    | Mittel         | hinter Emil Vogler, Feudenheim und Georg Utz, Kornwestheim               |
| 1959 | 2.    | Hornberg              | F    | Halbschwer     | hinter Heinz Eichelbaum, Oberhausen und vor Erich Wörner, Langendiebach  |
| 1964 | 2.    | Freiburg im Breisgau  | GR   | Mittel         | hinter Heß, vor Dieter Umbach, Untertürkheim                             |
| 1964 | 1.    | Oftersheim            | F    | Mittel         | vor Georg Hamann, Berlin und H.D. Markert, Witten                        |